# إبراهيم أبو دقة
إبراهيم أبو دقة (24 أكتوبر 1934 - 20 سبتمبر 2011) هو مستشار سابق لحقوق الإنسان الفلسطيني، لرئيس الراحل ياسر عرفات. 

## حياته ونشأته
ولد المستشار الراحل إبراهيم أبودقة «أبو وائل» في 24 أكتوبر 1934 في قرية عبسان في جنوب قطاع غزة، أنهى دراسته الثانوية في مدرسة حيفا في مدينة خان يونس، ثم التحق بكلية الحقوق في جامعة القاهرة وتخرج منها في العام 1959.

## مسيرته
بعد تخرجه عاد إلى أرض الوطن وعمل مدرسًا في قطاع غزة وفي مدينة رفح الفلسطينية وذلك حتى العام 1965، ومنذ العام 1965 بدأ العمل محاميًا في قطاع غزة، ومع بدء الاحتلال الإسرائيلي في العام 1967 عمل كمحامي مدافعًا عن الأسرى الفلسطينيين في سجون الاحتلال الإسرائيلي وذلك حتى العام 1994, وخلال هذه الفترة ترافع عن الآلاف من الأسرى الفلسطينيين في سجون الاحتلال من كافة الأطر والتنظيمات الفلسطينية وعمل مع محامين آخرين على تشكيل لجنة الدفاع عن المعتقلين الفلسطينيين إبان الانتفاضة الأولى والتي باشرت عملها كتطوع وبأجر رمزي، وبرز دور المناضل إبراهيم أبو دقة في مجال الدفاع عن الأسرى الفلسطينيين في سجون الاحتلال الإسرائيلي في قطاع غزة، وترافع في العام 1982 عن التجار الفلسطينيين الرافضين لمبدأ دفع الضرائب لقوات الاحتلال العسكرية، وتدرب في مكتبه العشرات من المحامين الفلسطينيين الوطنين الذي ساهموا لاحقًا في الحركة الوطنية الفلسطينية.

### العمل النقابي
شغل العديد من المواقع النقابية في فلسطين أبرزها أمين سر نقابة المحامين الفلسطينيين، ونائب نقيب المحامين، وفاز بالانتخابات الداخلية لحركة فتح كنقيب للمحامين الفلسطينيين في العام 1994 إلا أن الرئيس الراحل ياسر عرفات كلفه مستشارًا له لحقوق الإنسان الفلسطيني حيث استمر في العمل مع الرئيس الراحل أبوعمار حتى تاريخ استشهاده.

### نشاطه في خدمة المجتمع
عمل نائبًا لرئيس مجلس إدارة جمعية المقاصد الإسلامية في القدس، وعمل خلال سنوات حياته الأخيرة جاهدًا على فتح فرع لمستشفى المقاصد في قطاع غزة حيث استطاع أن يوفر قطعة أرض تم إقامة مستشفى عليها ولكن بسسب الاتقسام لم يتم استكمال تجهيز المستشفى حتى تاريخه.
أسس المناضل إبراهيم أبو دقة جمعية إحياء التراث الريفي في فلسطين والتي كانت تعنى بإحياء الثراث الفلسطيني والتي تم تعليقها ومصادرة أملاكها ومكتبتها من قبل سلطة الأمر الواقع في قطاع غزة عام 2009.
وعمل كعضو مجلس إدارة في جمعية الهلال الأحمر الفلسطيني مع د.حيدر عبد الشافي، وساهم في افتتاح فرع للجميعة في المنطقة الشرقية في خان يونس. وكذلك أسس سابقا الجمعية التعاونية للمزارعين في المنطقة الشرقية وكان رئيسًا فخريا لها، وأسس في الأردن إبان الانتفاضة التانية صتدوقًا لدعم الطلبة الفلسطينيين في الجامعات، ونجح في تمويل العديد من المنح الدراسية للعديد من الطلبة في الوطن والشتات.
كما شغل المناضل إبراهيم أبو دقة العديد من المهام منها: نائب الرئيس اللإقليمي عن فلسطين للاتحاد الدولي للمحامين في باريس، كذلك كان عضوا في نقابة المحامين الدولية في لندن، وكذلك عضو في المجلس الوطني الفلسطيني وعضوا في اللجنة القانونية التابعة للمجلس الوطني الفلسطيني، وعضوا في المجلس المركزي الفلسطيني.
عضو المجلس الأعلى للطفولة والأمومة بفلسطين بمرسوم رئاسي من قبل فخامة الرئيس الراحل ياسر عرفات.
عضوا للمنظمة العربية لحقوق الإنسان ومقرها القاهرة.
عضوا بمجلس الحقوق الفلسطيني.

## وفاته
توفي المستشار إبراهيم أبو دقة في 20 سبتمبر 2011 عن عمر يناهز 78 عامًا، وقد شاركت جماهير غفيرة وشخصيات وطنية ونقابية وتنظبمة في مراسم تشييع الجنازة وفي تأبينه، ولدى خمسة أبناء هم السيد وائل أبو دقة والذي يعمل صحافيًا ومديرًا عامًا لشركة أستوديوهات فلسطين، والمهندس/ حسام أبو دقة الذي يعمل في البنك الدولى، والسيد محمد أبودقة الذي يعمل دبلوماسيًا في وزارة الخارجية، وهشام الذي يعمل محاميًا في مجال الملكبة الفكرية، والدكتور عماد الذي يعمل طبيبًا في فلسطين.